# Nicolas-Théodore de Saussure
Nicolas-Théodore de Saussure (Ginebra, 14 de octubre de 1767-ibídem, 18 de abril de 1845) fue un químico, naturalista franco-suizo y estudioso de la fisiología vegetal que realizó avances seminales en fitoquímica.

## Biografía
Era el mayor de los hijos de Horace-Bénédict de Saussure y aborigen de Ginebra. Vivió en silencio y evitó la sociedad, pero al igual que sus antepasados fue miembro del "Consejo de Representantes de Ginebra", y prestó mucha atención a los asuntos públicos. En la última parte de su vida se hizo cada vez más solitario, y murió en su ciudad natal.
Siendo joven, Nicolas-Théodore acompañó a su padre a jornadas en los Alpes y le asistió en la determinación cuidadosa de muchas constantes físicas. Se sintió atraído hacia la química por los descubrimientos de Lavoisier, pero nunca llegó a ser tan grande. Tomó una participación de liderazgo en la mejora de los procesos de análisis orgánico final, determinando la composición del etanol, del éter y algunas otras sustancias que ocurren comúnmente. También estudió el proceso de la fermentación bioquímica, la conversión de los almidones en azúcares y muchos otros procesos de menor importancia. La mayoría de sus 36 trabajos publicados tratan de la química y la fisiología de las plantas, la naturaleza de los suelos y las condiciones de la vida vegetal, y se reeditaron bajo el título Recherches chimiques sur la vegetationism ("Investigaciones químicas sobre el vegetacionismo").
Saussure mostró que el aumento de la masa de la planta a medida que crece, no puede deberse sólo a la captación de CO2, sino también al ingreso de agua. Por lo tanto es la reacción básica por la cual la fotosíntesis se usa para producir alimento (tal como la glucosa).
Su hermana, Albertine Necker de Saussure, fue una notable y precoz escritora sobre educación femenina.

## Honores

### Epónimos
género
- Saussurea DC.[1]
- (Lamiaceae) Saussuria Moench[2]

## Mineralogía
Fue el descubridor de la dolomita junto con su padre.
- La abreviatura «N.T.Sauss.» se emplea para indicar a Nicolas-Théodore de Saussure como autoridad en la descripción y clasificación científica de los vegetales.[4]